# Anne Willem Huidekoper
Anne Willem Huidekoper (Amsterdam, 18 september 1796 - Breukelen, 30 augustus 1841) was een Nederlands advocaat en rechter en enkele maanden lid van de Tweede Kamer.
Anne Willem Huidekoper was een zoon van de uit Friesland afkomstige koopman en het Amsterdamse raadslid Jan Huidekoper en Geertruy Margaretha Stinstra. Hij was de oudere broer van de latere burgemeester van Amsterdam Pieter Huidekoper. Tussen 1812 en 1814 studeerde Anne Willem aan het Atheneum Illustre te Amsterdam, waarna hij vrijwillig in militaire dienst ging. Vervolgens studeerde hij kortstondig Romeins en hedendaags recht aan de Hogeschool te Utrecht in juni 1819, waar hij na vier dagen promoveerde op dissertatie. Hij bleef zijn leven ongehuwd.
Tussen 1819 en 1834 was Huidekoper advocaat in Amsterdam, waarna hij benoemd werd tot rechter in de rechtbank van eerste aanleg aldaar. In 1841 werd hij gekozen in de Tweede Kamer der Staten-Generaal, maar hij overleed al na enkele maanden. Hij werd in de Kamer opgevolgd door zijn broer Pieter Huidekoper, die toen al lid was van de Provinciale Staten van Noord-Holland en een jaar later benoemd werd tot burgemeester van Amsterdam. Anne Willem Huidekoper was tevens een verdienstelijk amateursterrenkundige.
- Biografisch Portaal: 66886471
- Digitale Bibliotheek voor de Nederlandse Letteren: huid001
- Gemeinsame Normdatei: 120922223
- International Standard Name Identifier: 0000 0000 1228 6457
- Nederlandse Thesaurus van Auteursnamen: 070091447
- Parlement.com: vg09llsuagd1
- Virtual International Authority File: 54991120
- WorldCat: E39PBJkhGkWFGFBtvdcrrkdCwC